# 薩妙観
薩 妙観（さつ／さち の みょうかん、生没年不詳）は、奈良時代前期の女官。氏姓は薩（無姓）のち河上（かわかみ）忌寸。位階は正五位下。

## 経歴
持統天皇の時に音博士をつとめた薩弘恪の一族のものと思われる。
養老7年（723年）1月、夫人藤原宮子ほか女王・女官の叙位の際に従五位上。
翌神亀元年（724年）5月、「河上忌寸」の氏姓を賜与され、天平9年（737年）2月に正五位下。
このほかにも『万葉集』に以下の和歌が収録されている。
天平9年以降の事績は不明である。

## 官歴
『続日本紀』などによる。
- 養老7年（723年）1月10：従五位上。
- 神亀元年（724年）5月13日：薩から河上忌寸に改姓。
- 天平9年（737年2月14日：正五位下。